# Pierre-aux-Fées (Reignier)
Der Pierre-aux-Fées (deutsch „Feenstein“) von Reignier ist ein auf drei Tragsteinen ruhender Deckstein und wird oft als Steintisch bezeichnet. Die Megalithanlage liegt zwölf Kilometer südöstlich der Schweizer Stadt Genf im Département Haute-Savoie in Frankreich. Der Ort liegt in der Region Auvergne-Rhône-Alpes im Arrondissement Saint-Julien-en-Genevois. Die Steine stehen an der Straße zwischen dem Dorf L’Eculaz und der Anhöhe von Saint-Ange.

## Beschreibung
Die Steine von Reignier bilden einen Dolmen. Dolmen ist in Frankreich der Oberbegriff für Megalithanlagen aller Art (siehe: Französische Nomenklatur). Ein riesiger Deckstein (4,9 × 4,3 m) aus Granit liegt in Kopfhöhe auf drei Tragsteinen. Mittels 3D-Lasergrammetrie wurde für den Deckstein ein Volumen von etwas mehr als 15 Kubikmetern errechnet, das entspricht bei einer mittleren Dichte des Gesteins von 2650 kg/m³ einem Gewicht von fast 40 Tonnen. Die Unterseite der Platte wurde bearbeitet und abgeflacht. Sie zeigt Rillen, die 30 bis 50 Zentimeter breit und trapezförmig angeordnet sind. Sie haben eine maximale Tiefe von fünf Zentimetern. Die Oberkanten der Tragsteine passen jedoch nicht perfekt in die Rillen der Steinplatte. Dies könnte darauf hindeuten, dass der Deckstein bereits bei einem älteren Monument in Verwendung stand und später bei dieser Anlage wiederverwendet wurde. Die Altersbestimmung ist daher nicht einfach, der Bau der Anlage wird jedoch für die Zeit zwischen 3200 und 2800 v. Chr. angenommen.
Die Tragsteine sind ungefähr 2 Meter breit und haben eine Höhe zwischen 1,6 Metern (westlicher Tragstein) und 1,85 Metern (nördlicher und südlicher Tragstein) sowie eine Dicke zwischen 0,35 und 0,85 Metern. Andere Steine des Monuments liegen verstreut und bildeten früher wahrscheinlich einen Zugang. Die Bauweise erinnert an die Dolmen, die in der Schweiz in den Kantonen Waadt und Neuchâtel zu finden sind.
Etwa 15 Kilometer entfernt liegt bei Saint-Cergues die Chambre aux Fées, ebenfalls ein großer Dolmen. Es gibt in Frankreich mehrere Megalithanlagen, die als „Feensteine“ bezeichnet werden, z. B. die Anlagen Pierre-aux-Fées (Villers-Saint-Sépulcre) im Tal der Oise oder der Menhir auf dem Champ-de-la-Pierre nahe der Ortschaft Janzé in der Bretagne.
Der Pierre-aux-Fées wurde am 10. Juni 1910 als Monument historique klassifiziert und unter Denkmalschutz gestellt.